# ギャンブリング
「ギャンブリング」はSHOW-YA11枚目のシングル。1990年9月5日、東芝EMI/EASTWORLDから発売された。

## 内容
日本テレビ系『刑事貴族』挿入歌。
寺田恵子在籍ラストシングル。
「叫び」同様アルバム『HARD WAY』先行シングル。
「限界LOVERS」「私は嵐」と同様に、五十嵐美貴のギターリフから始まる。サビは、歌詞の上が寺田のボーカル、その下の英語詞が中村美紀のコーラス。

## 収録曲
全作詞：安藤芳彦　全編曲：笹路正徳・SHOW-YA
1. ギャンブリング
作曲：五十嵐美貴
2. 何故
作曲：寺田恵子